# Mike Krepper
Michael „Mike“ Krepper (* 23. März 1951 in Beaumont (Texas); † 19. Februar 2020 in Dallas) war ein US-amerikanischer Jazzmusiker (Saxophon, Klarinette).

## Leben und Wirken
Krepper absolvierte die Beaumont High School und die Lamar University in Beaumont, Texas. Er bekam eine Anstellung an der Christian Brothers High School in Memphis, Tennessee; dort war er von 1980 bis 2000 als Leiter der Schulband und Musiklehrer tätig. Anschließend trat er in das öffentliche Schulsystem von Memphis ein und unterrichtete dort bis zu seiner Pensionierung im Jahr 2019. Daneben spielte er in der Band The King Beez, im Memphis Jazz Orchestra, den Men in Black, Natchez und mehreren anderen Gruppen, mit denen er in den USA auftrat. Er spielte außerdem mit Musikgrößen wie Johnny Mathis, Tony Bennett, Aretha Franklin und Otis Williams von The Temptations. Krepper wirkte 2000/2001 laut Tom Lord bei Aufnahmen von The Memphis Jazz Orchestra mit, ferner mit dem Jazz Orchestra of the Delta, dem Dave Lisik Orchestra (Coming Through Slaughter: The Bolden Legend), James Austin (A Tribute to Nat King Cole, 1999) und bei der Produktion W. C. Handy’s Beale Street – Where the Blues Began (2002).